# Мілофаново
Мілофа́ново (рос. Милофаново) — присілок у складі Нікольського району Вологодської області, Росія. Входить до складу Зеленцовського сільського поселення.

## Населення
Населення — 90 осіб (2010; 131 у 2002).
Національний склад (станом на 2002 рік):
- росіяни — 100 %